# Sidney Buller-Fullerton-Elphinstone, XVI Lord Elphinstone
Sidney Herbert Buller-Fullerton-Elphinstone, XVI Lord Elphinstone e II barone Elphinstone KT (Bellshill, 27 luglio 1869 – Inverness, 28 novembre 1955), è stato uno scrittore e linguista britannico.

## Biografia
Elphinstone apparteneva ad un'antica famiglia della piccola nobiltà feudale scozzese, che traeva origine da Alexander Elphinstone, I Lord Elphinstone, capo clan la cui figlia Euphemia Elphinstone divenne favorita e amante di re Giacomo V di Scozia e madre di Robert Stewart, I conte di Orkney, figlio illegittimo del re. Suo padre era William Elphinstone, XV Lord Elphinstone, parlamentare conservatore, mentre la madre era Lady Costance Murray (1850-1922), figlia di Alexander Murray, VI conte di Dunmore e di Lady Catherine Herbert, figlia di George Herbert, XI conte di Penbroke; suo cugino era il celebre Alexander Murray, VIII conte di Dunmore.
Elphinstone fu educato presso il Marlborough College di Marlborough, nel Wiltshire e nel 1893 successe a suo padre come Lord Elphinstone. Dopo gli studi teologici, divenne High Commissioner nell'Assemblea Generale della Chiesa di Scozia, occupando la carica dal 1923 al 1924, per poi divenire Lord Clerk Register di Scozia e Keeper of the Signet dal 1944 alla sua morte. Nel 1927 divenne cavaliere dell'Ordine del Cardo e nel 1949 divenne cancelliere dell'Ordine. Fu capitano del Royal Company of Archers dal 1935 al 1953 e fu governatore della Banca di Scozia.
Oltre al notevole impegno politico e sociale, Elphinstone fu soprattutto noto come scrittore; nel 1897 pubblicò il suo primo libro, La Brughiera di Collesie, nel tono decadente e malinconico di un'epoca passata della storia di Scozia, ormai persa come si persero nell'oblio le leggende e le antiche storie. Tra il 1904 e il 1947 pubblicò anche: Leggende di Pittavia, Re Kenneth di Scozia, Il dramma di Re Bridei e i suoi figli, Cronache della città di Bellshill, Gente della brughiera, La leggenda di Kentigern Garthwys, Il poeta dei boschi, La caccia al cervo, Re Giacomo e la croce nella foresta, Malcolm O'Fennor, Spiriti Scozzesi. Massimo esponente del decadentismo britannico, è annoverato tra i grandi scrittori britannici del XX secolo, pur rimanendo la sua fama letteraria entro i confini del mondo anglosassone.
Pur non avendo compiuto veri e propri studi di filologia, Elphinstone fu un esperto conoscitore del mondo e della lingua gaelica, tanto da vedersi autorizzata la pubblicazione del primo dizionario completo della lingua gaelica scozzese (1908), formalmente proibita dopo la rivolta giacobita del 1745. Fu autore di alcuni trattati di filologia celtica, tra i quali: Sulla lingua protoceltica (1914), Storia della Lingua Gaelica Scozzese (1919), Le antiche popolazioni che abitarono la Scozia (1922), Sulla conformazione dei nomi propri nella lingua gaelica (1926), Sulla lingua scots e la sua derivazione germanica (1930), Ballate in gaelico (1933), Dizionario etimologico gaelico scozzese (1938), La figura dell'arciere nella mitologia celtica (1943), Storia della Scozia Medievale (1946). Ritiratosi a vita privata nel 1953, morì il 28 novembre 1955.

## Matrimonio e figli
Il 24 luglio 1910 sposò Lady Mary Bowes-Lyon, sorella di Lady Elizabeth Bowes-Lyon, futura Regina consorte del Regno Unito e madre della Regina Elisabetta II del Regno Unito. Ebbero cinque figli:
- The Hon. Mary Elizabeth Elphinstone (1º luglio 1911 - 16 maggio 1980), fu una damigella alle nozze del Principe Alberto, Duca di York e Lady Elizabeth Bowes-Lyon il 3 maggio 1923.[1]
- John Elphinstone, XVII Lord Elphinstone (22 marzo 1914 - 15 novembre 1975)
- The Hon. Jean Constance Elphinstone (3 aprile 1915 - 29 novembre 1999), sposò il capitano John Wills, ed ebbe discendenza. La loro figlia Marilyn e una figlioccia della Principessa Margaret e fu una damigella alle sue nozze nel 1960.[2]
- The Revd e Hon. Andrew Charles Victor Elphinstone (10 novembre 1918 - 19 marzo 1975), sposò Jean Hambro ed ebbe discendenza. Sua moglie fu una dama di compagnia di Elisabetta II.[3]
- The Hon. Margaret Elphinstone (9 giugno 1925 - 25 novembre 2016), sposò Denys Rhodes ed ha avuto discendenza.

## Ascendenza
|                                                              |                                       |                                          | Genitori                                    |  |  | Nonni |  |  | Bisnonni                         |  |  | Trisnonni                                   |  |
|                                                              |                                       |                                          |                                             |  |  |       |  |  | 8. William Fullerton-Elphinstone |  |  | 16. Charles Elphinstone, X Lord Elphinstone |  |
|                                                              |                                       |                                          |                                             |  |  |       |  |  | 8. William Fullerton-Elphinstone |  |  | 16. Charles Elphinstone, X Lord Elphinstone |  |
|                                                              |                                       | 17. Clementina Clemantine Fleming        |                                             |  |  |       |  |  | 8. William Fullerton-Elphinstone |  |  |                                             |  |
| 4. James Drummond Buller-Fullerton-Elphinstone               |                                       |                                          |                                             |  |  |       |  |  | 8. William Fullerton-Elphinstone |  |  |                                             |  |
|                                                              |                                       | 9. Elizabeth Fullerton                   | 18. William Fullerton                       |  |  |       |  |  |                                  |  |  |                                             |  |
|                                                              |                                       | 9. Elizabeth Fullerton                   | 18. William Fullerton                       |  |  |       |  |  |                                  |  |  |                                             |  |
|                                                              |                                       | 9. Elizabeth Fullerton                   | 19. Isobella Johnston                       |  |  |       |  |  |                                  |  |  |                                             |  |
| 2. William Buller-Fullerton-Elphinstone, XV Lord Elphinstone |                                       | 9. Elizabeth Fullerton                   |                                             |  |  |       |  |  |                                  |  |  |                                             |  |
|                                                              |                                       | 10. Edward Buller, I baronetto           | 20. John Buller                             |  |  |       |  |  |                                  |  |  |                                             |  |
|                                                              |                                       | 10. Edward Buller, I baronetto           | 20. John Buller                             |  |  |       |  |  |                                  |  |  |                                             |  |
|                                                              |                                       | 10. Edward Buller, I baronetto           | 21. Mary St Aubyn                           |  |  |       |  |  |                                  |  |  |                                             |  |
| 5. Anna Maria Buller                                         |                                       | 10. Edward Buller, I baronetto           |                                             |  |  |       |  |  |                                  |  |  |                                             |  |
|                                                              |                                       | 11. Gertrude Van Cortlandt               | 22. Philip Van Cortlandt                    |  |  |       |  |  |                                  |  |  |                                             |  |
|                                                              |                                       | 11. Gertrude Van Cortlandt               | 22. Philip Van Cortlandt                    |  |  |       |  |  |                                  |  |  |                                             |  |
|                                                              |                                       | 11. Gertrude Van Cortlandt               | 23. Catherine Ogden                         |  |  |       |  |  |                                  |  |  |                                             |  |
| 1. Sidney Buller-Fullerton-Elphinstone, XVI Lord Elphinstone |                                       | 11. Gertrude Van Cortlandt               |                                             |  |  |       |  |  |                                  |  |  |                                             |  |
|                                                              | 12. George Murray, V conte di Dunmore | 24. John Murray, IV conte di Dunmore     |                                             |  |  |       |  |  |                                  |  |  |                                             |  |
|                                                              | 12. George Murray, V conte di Dunmore | 24. John Murray, IV conte di Dunmore     |                                             |  |  |       |  |  |                                  |  |  |                                             |  |
|                                                              | 12. George Murray, V conte di Dunmore | 25. Charlotte Stewart                    |                                             |  |  |       |  |  |                                  |  |  |                                             |  |
| 6. Alexander Murray, VI conte di Dunmore                     | 12. George Murray, V conte di Dunmore |                                          |                                             |  |  |       |  |  |                                  |  |  |                                             |  |
|                                                              |                                       | 13. Susan Hamilton                       | 26. Archibald Hamilton, IX duca di Hamilton |  |  |       |  |  |                                  |  |  |                                             |  |
|                                                              |                                       | 13. Susan Hamilton                       | 26. Archibald Hamilton, IX duca di Hamilton |  |  |       |  |  |                                  |  |  |                                             |  |
|                                                              |                                       | 13. Susan Hamilton                       | 27. Harriet Stewart                         |  |  |       |  |  |                                  |  |  |                                             |  |
| 3. Costance Euphemia Murray                                  |                                       | 13. Susan Hamilton                       |                                             |  |  |       |  |  |                                  |  |  |                                             |  |
|                                                              |                                       | 14. George Herbert, XI conte di Pembroke | 28. Henry Herbert, X conte di Pembroke      |  |  |       |  |  |                                  |  |  |                                             |  |
|                                                              |                                       | 14. George Herbert, XI conte di Pembroke | 28. Henry Herbert, X conte di Pembroke      |  |  |       |  |  |                                  |  |  |                                             |  |
|                                                              |                                       | 14. George Herbert, XI conte di Pembroke | 29. Elizabeth Spencer                       |  |  |       |  |  |                                  |  |  |                                             |  |
| 7. Catherine Herbert                                         |                                       | 14. George Herbert, XI conte di Pembroke |                                             |  |  |       |  |  |                                  |  |  |                                             |  |
|                                                              |                                       | 15. Ekaterina Semënovna Voroncova        | 30. Semën Romanovič Voroncov                |  |  |       |  |  |                                  |  |  |                                             |  |
|                                                              |                                       | 15. Ekaterina Semënovna Voroncova        | 30. Semën Romanovič Voroncov                |  |  |       |  |  |                                  |  |  |                                             |  |
|                                                              |                                       | 15. Ekaterina Semënovna Voroncova        | 31. Ekaterina Alekseevna Senjavina          |  |  |       |  |  |                                  |  |  |                                             |  |
|                                                              |                                       | 15. Ekaterina Semënovna Voroncova        |                                             |  |  |       |  |  |                                  |  |  |                                             |  |